# ГЕС Сараката
ГЕС Сараката — гідроелектростанція у державі Вануату на острові Еспіриту-Санто, за десяток кілометрів на північний захід від другого за величиною міста країни Луганвіля. Використовує ресурс із річки Сараката, яка впадає до затоки Веліт-Бей на південному узбережжі острова. Станом на другу половину 2010-х найпотужніша ГЕС країни.
У межах проєкту Саракату перекрили бетонною греблею висотою 10 метрів, яка спрямовує ресурс до прокладеного по правобережжю річки дериваційного каналу довжиною 0,9 км. Від нього, своєю чергою, живляться два водоводи довжиною по кількадесят метрів з діаметром 1,2 метра, які спускаються по схилу до розташованого на березі Саракати машинного залу.
У 1995 році станцію ввели в експлуатацію з двома турбінами типу Френсіс потужністю по 0,343 МВт, а у 2009-му стала до ладу друга черга з однією турбіною потужністю 0,674 МВт. Обладнання використовує напір у 27 метрів.
Відпрацьована вода повертається до Саракати.
Видача продукції відбувається по ЛЕП, розрахованій на роботу під напругою 20 кВ.
Фінансування обох черг здійснювалось за допомогою гранту від Японії.